# Jean Pazzi
 Jean Pazzi, né le 7 août 1920 à Guillaumes et mort le 22 décembre 1982 à Péone, est un skieur alpin français.

## Biographie
Il dispute les Jeux olympiques de Saint-Moritz en 1948. Cette même année, il prend la 2de place de la descente du Kandaher à Chamonix derrière James Couttet.
En 1949, il est Champion de descente des États-Unis et du Canada.
En 1950, il participe aux Championnats du monde d'Aspen, où il prend une belle 6e place dans les descente. Il termine aussi 10e du combiné.
Il possède aussi un titre de vice-champion de France de descente et de slalom.

## Hommage
Une place de la commune de Guillaumes porte son nom.
La station de Valberg a donné son nom à l'une de ses pistes noires.
Une compétition de ski , le Mémorial Jean Pazzi a été créé en 1993.

## Palmarès

### Jeux olympiques
| Épreuve / Édition    | Descente |
| -------------------- | -------- |
| JO 1948 Saint-Moritz | 33e      |

### Championnats du monde
| Épreuve / Édition   | Descente | Géant | Slalom |
| Mondiaux 1950 Aspen | 6e       | 10e   | 12e    |

### Classiques internationales
Les résultats qui suivent ne sont qu'une vue très partielle de l'ensemble de ses performances.
- 1948 :
  - Chamonix (Kandahar) : 2e de la descente et du combiné[4]

- 1949 :
  - Wengen: 9e de la descente
  - Villard : 1er

- 1951 :
  - Sestrières (Kandahar): 5e de la descente

### Championnats de France Elite
| Édition / Epreuve                 | Descente    | Slalom      | Combiné     |
| --------------------------------- | ----------- | ----------- | ----------- |
| Championnats 1943 Serre-Chevalier | 4e          | -           | 6e          |
| Championnats 1944 Serre-Chevalier | -           | -           | 5e          |
| Championnats 1946 Chamonix        | 7e          | 11e         | Bronze      |
| Championnats 1947 Mégève          | 9e          | -           | -           |
| Championnats 1948 Superbagnères   | 9e          | -           | 10e         |
| Championnats 1949 et après        | A compléter | A compléter | A compléter |

### Articles annexes
- Meilleures performances françaises aux Championnats du monde de ski alpin